# Diêu An
Diêu An (tiếng Trung: 姚安县, Hán Việt: Diêu An huyện) là một huyện thuộc Châu tự trị dân tộc Di Sở Hùng (楚雄彝族自治州) tại tỉnh Vân Nam, Cộng hòa Nhân dân Trung Hoa. Huyện này có diện tích 1803 km2, dân số năm 2002 là 200.000 người. Huyện lỵ tại trấn (栋川镇).

## Các đơn vị hành chính
Huyện Tường Vân quản lý các đơn vị hành chính sau:
- Các trấn: Đống Xuyên (栋川镇)、Quang Lộc (光禄镇)、Thái Bình (太平镇) và Tiền Trường (前场镇)
- Các hương: Nhân Hòa (仁和乡)、Thích Trung (适中乡)、Tả Môn (左门乡)、Quan Truân (官屯乡)、Di Hưng (弥兴乡) và Đại Hà Khẩu (大河口乡).